# اسکی اتمیک
اتمیک یک شرکت اتریشی تولیدکننده و فروشنده لوازم اسکی از جمله: کفش اسکی، بایندینگ، کلاه ایمنی، عینک اسکی و لباس‌های اسکی و محافظتی می‌باشد.

## تاریخچه
آلوئه روهرمسر شرکت اتمیک را در سال ۱۹۵۵ تأسیس کرد. در سال ۱۹۷۱، این شرکت با ساختن کارخانه دوم، ظرفیت تولید خود را افزایش داد. در سال ۱۹۸۱، اتمیک تولید خود را در بلغارستان آغاز کرد و بدین ترتیب به اولین شرکت بلوک غربی تبدیل شد که کارخانه‌ای را در کشورهای بلوک شرقی باز کرد.

## فناوری

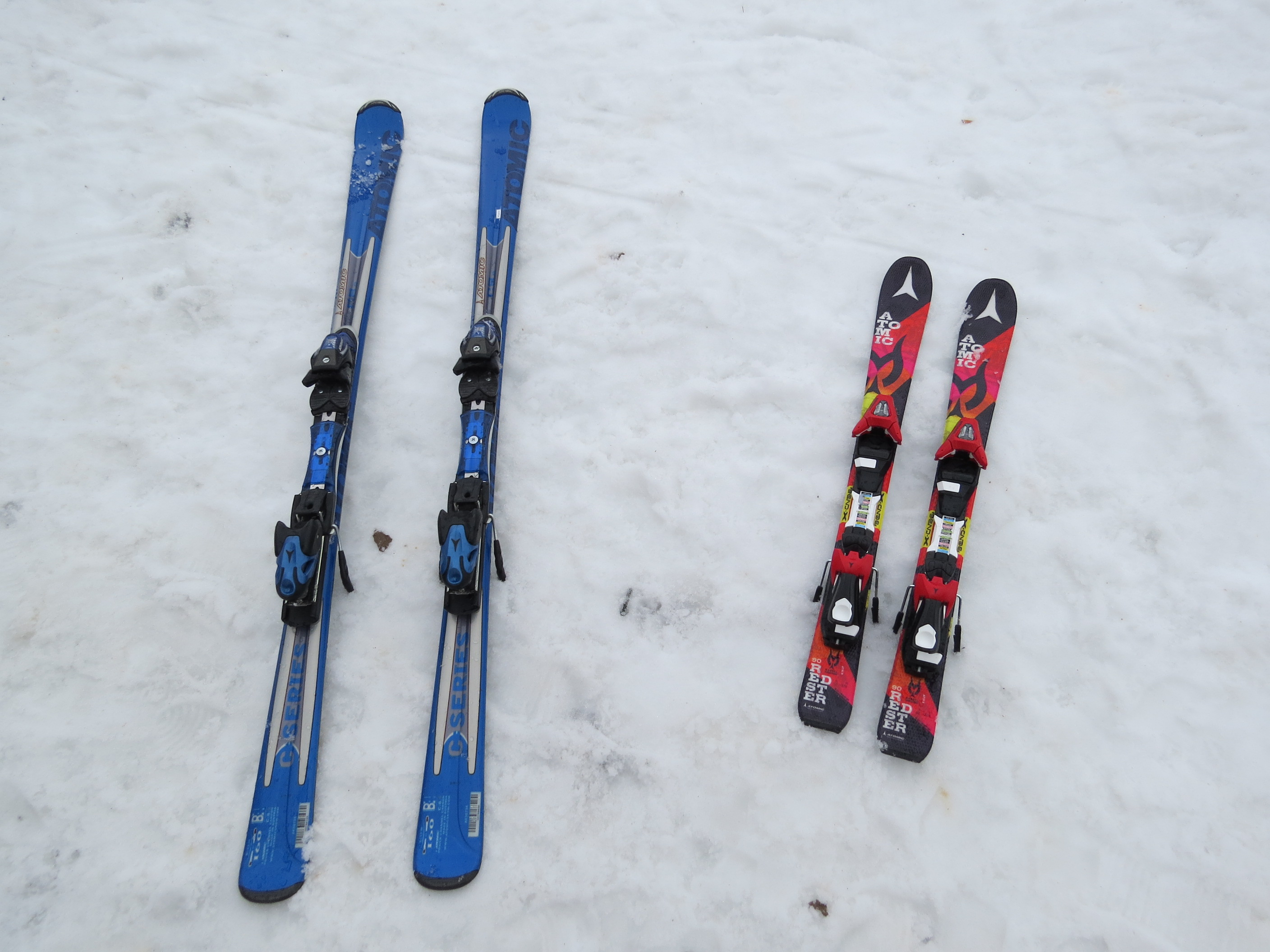
اسکی‌های آلپاین اتمی

در سال ۲۰۰۸، اتمیک تکنولوژی دابلبلک را به بازار آورد؛ اولین فناوری که به‌طور خودکار شعاع و فلکس را با استایل اسکی باز و وضعیت پیست اسکی تطبیق می‌دهد. اتمیک در سال‌های اخیر تکنولوژی Memory Fit را در کفش‌های خود توسعه داده است. فوم داخل کفش بعد از گرفتن در معرض حرارت، فرم پای اسکی باز را به خود می‌گیرد و بدین ترتیب از فشار و درد ناشی از اسکی کاسته می‌شود.

## مدل‌های اسکی
اتمیک کلیه مدل‌های اسکی، از اسکی مسابقات Race / FIS Race، تا اسکی پیست و فریسکینگ را پوشش می‌دهد.